# Papaipema limata
Papaipema limata är en fjärilsart som beskrevs av Bird 1908. Papaipema limata ingår i släktet Papaipema och familjen nattflyn. Inga underarter finns listade i Catalogue of Life.